# Magali Noël
Magali Noël, właściwie Magali Françoise Noëlle Camille Guiffray (ur. 27 czerwca 1932 w Izmirze, zm. 23 czerwca 2015 w Châteauneuf-Grasse) – francuska aktorka i piosenkarka.

## Życiorys
Urodziła się na francuskiej placówce dyplomatycznej w Turcji, gdzie pracowali jej rodzice. W 1951 przybyła do Francji i wkrótce potem rozpoczęła karierę aktorską. W latach 1951–1980 grywała głównie w filmach wielojęzycznych. Była jedną z ulubionych aktorek włoskiego reżysera Federico Felliniego. W swoich produkcjach chętnie widzieli ją Costa-Gavras, Jean Renoir i Jules Dassin. W latach 1980–2002 grywała głównie w produkcjach telewizyjnych.
Karierę muzyczną rozpoczęła w 1956, a jej najpopularniejszym utworem był Fais-moi mal, Johnny, napisany przez Borisa Viana.

## Filmografia (wybrana)
- Seul dans Paris (1951) – Jeanette Milliard
- Le Fils de Caroline chérie (1955) – Teresa
- Les grandes manoeuvres (1955) – Teresa
- Elena et les Hommes (1956) – Lolotte
- L'Île du bout du monde (1959) – Jane
- La dolce vita (1960) – Fanny
- Z (1969) – la sœur de Nick
- Satyricon (1969) – Fortunata
- Amarcord (1973) – Gradisca
- La Fidélité (2000) – matka Clélii
- La Vérité sur Charlie (2002)
- La Source des Sarrazins (2002) – Róża